# Torneo de Estoril 2021
El Millennium Estoril Open 2021 fue un torneo de tenis que perteneció a la ATP en la categoría de ATP World Tour 250. Se disputó entre el 26 de abril y el 2 de mayo de 2021 sobre polvo de ladrillo en el Clube de Ténis do Estoril en Estoril (Portugal).

## Distribución de puntos
| Modalidad            | Campeón | Finalista | Semifinales | Cuartos de final | 2ª ronda | 1ª ronda | Clasificados | 2ª ronda de clasificación | 1ª ronda de clasificación |
| Individual masculino | 250     | 165       | 100         | 50               | 25       | 0        | 13           | 7                         | 0                         |
| Dobles masculino     | 250     | 150       | 90          | 45               | 20       | 0        | -            | -                         | -                         |

## Cabezas de serie

### Individuales masculino
| Tenista              | Ranking | Preclasificado |
| Denis Shapovalov     | 14      | 1              |
| Christian Garín      | 22      | 2              |
| Ugo Humbert          | 31      | 3              |
| Kei Nishikori        | 39      | 4              |
| Aleksandr Búblik     | 42      | 5              |
| Marin Čilić          | 44      | 6              |
| Albert Ramos         | 46      | 7              |
| Alejandro Davidovich | 48      | 8              |

- Ranking del 19 de abril de 2021.[2]

### Dobles masculino
| Tenista                               | Ranking | Preclasificado |
| Fabrice Martin Édouard Roger-Vasselin | 40      | 1              |
| Raven Klaasen Ben McLachlan           | 67      | 2              |
| Austin Krajicek Oliver Marach         | 70      | 3              |
| Marcelo Arévalo Matwé Middelkoop      | 93      | 4              |

## Campeones

### Individual masculino
Albert Ramos venció a  Cameron Norrie por 4-6, 6-3, 7-6(7-3)

### Dobles masculino
Hugo Nys /  Tim Puetz vencieron a  Luke Bambridge /  Dominic Inglot por 7-5, 3-6, [10-3]